# سرعت فیلم

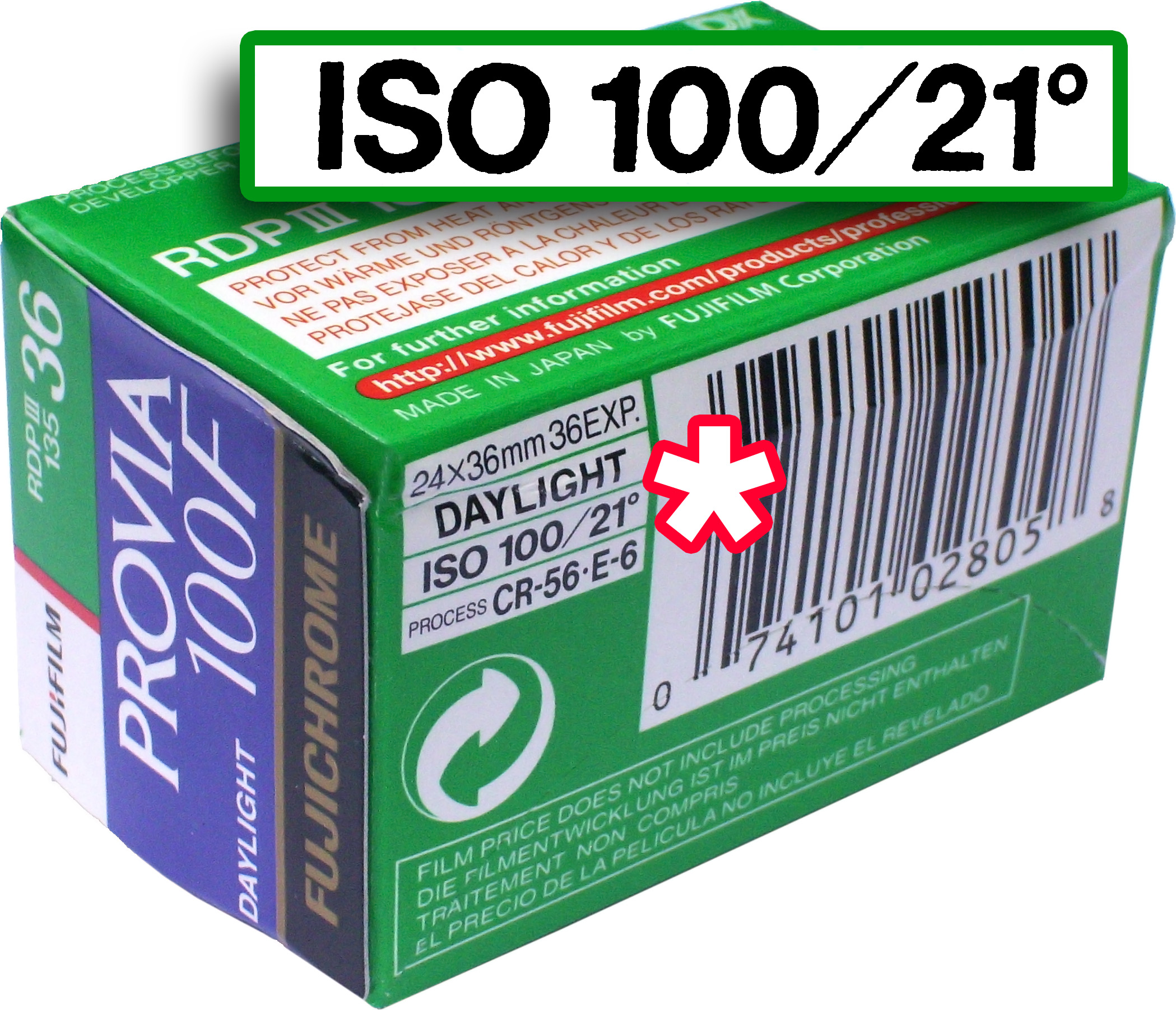
این فیلم عکاسی سرعت خود را به صورت ISO 100/21 نشان می‌دهد

سرعت فیلم یا ایزو عددی است که جهت اندازه‌گیری حساسیت فیلم عکاسی یا حسگرهای الکترونیکی استفاده می‌شود. در دوربین آنالوگ هرچه حساسیت فیلم بیش‌تر باشد نیاز به نور کمتری خواهد بود ولی کیفیت عکس‌ها نیز کاهش پیدا می‌کند. در دوربین دیجیتال، حساسیت دوربین، مقدار تقویت خروجی حسگر را تعیین می‌کند؛ هرچه خروجی بیشتر تقویت شود، نیاز به نور کمتر خواهد بود ولی افزایش تقویت، باعث افزایش نویز و در نتیجه کاهش کیفیت می‌شود.
فیلم‌هایی که حساسیت کمی به نور دارند نیاز به زمان نوردهی بیشتری دارند و فیلم‌های حساسیت پایین نامیده می‌شوند. عکس این فیلم‌ها، فیلم‌هایی هستند که حساسیت بیشتری به نور دارند. با این فیلم‌ها برای گرفتن عکسی مشابه با فیلم‌های حساسیت پایین زمان نوردهی کمتری لازم است. حساسیت فیلم بر اساس دو استاندارد دی‌آی‌ان و ای‌اس‌ای سنجیده می‌شود.
معمولاً از فیلم‌های حساسیت بالا برای عکس‌برداری از اشیا متحرک و در محیط‌هایی با نور کم استفاده می‌شود. کیفیت عکسی که با فیلم حساسیت پایین گرفته می‌شود بهتر است. به تفاوت دو عکس پایین توجه کنید:

تصاویر زیر توسط یک دوربین دیجیتال با حساسیت‌های ۱۰۰ و ۱۶۰۰ تحت شرایط نوری یکسان گرفته شده‌اند. فقط حساسیت و زمان نوردهی متفاوت هستند.
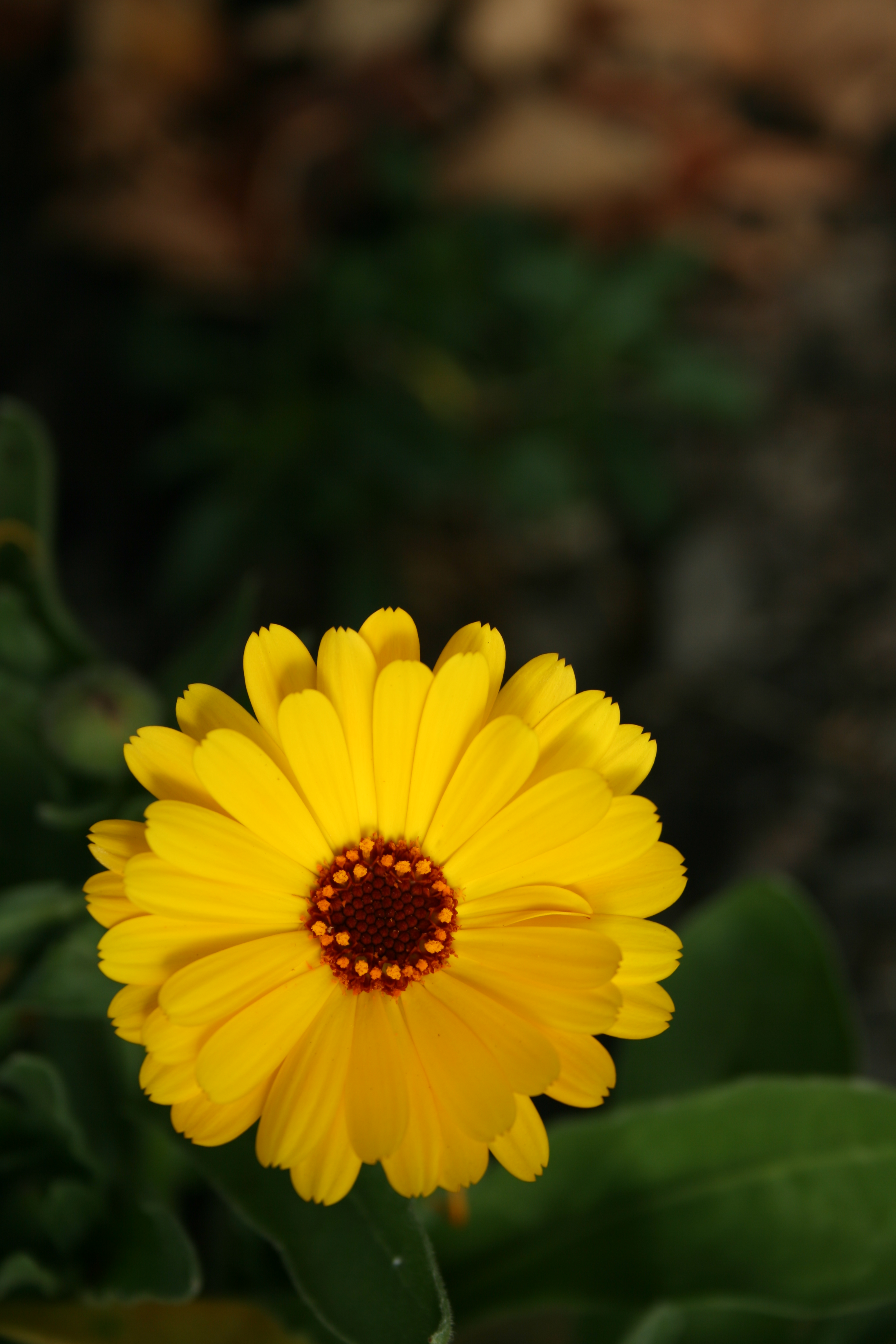
حساسیت فیلم: ۱۰۰، زمان نوردهی: یک سیصد و پنجاهم ثانیه
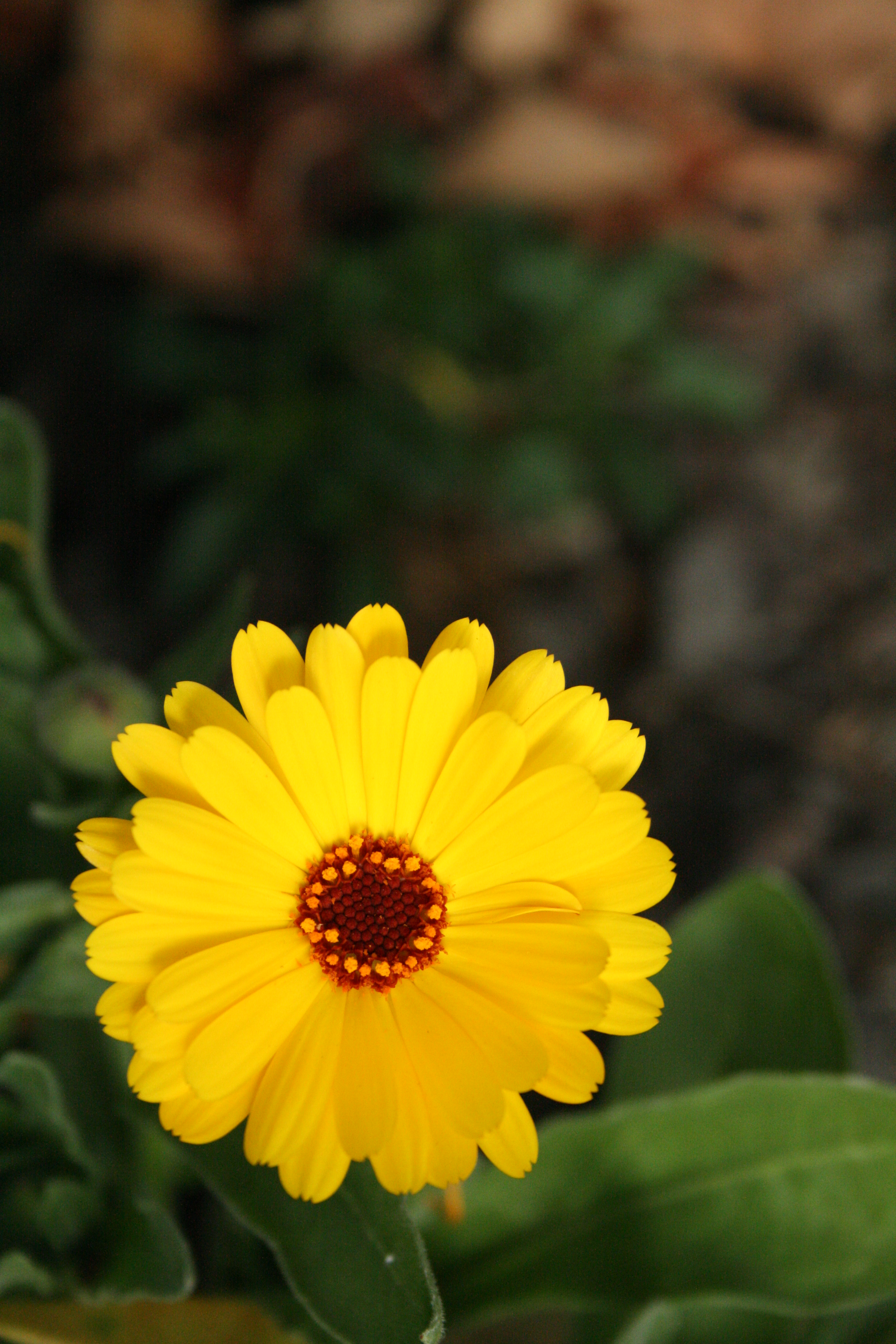
حساسیت فیلم: ۱۶۰۰، زمان نوردهی: یک چهارهزارم ثانیه
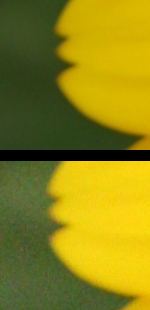
مقایسه‌ای بین دو پرونده: برشی از هر دو عکس در حالت بزرگنمایی صد در صد. عکس بالا با حساسیت ۱۰۰ گرفته شده و عکس پایین با حساسیت ۱۶۰۰.

## منحنیسانسیتومتری
سرعت فیلم در فیلم سیاه و سفید از نسبت چگالی نور با دامنه آن به وجود می‌آید. 

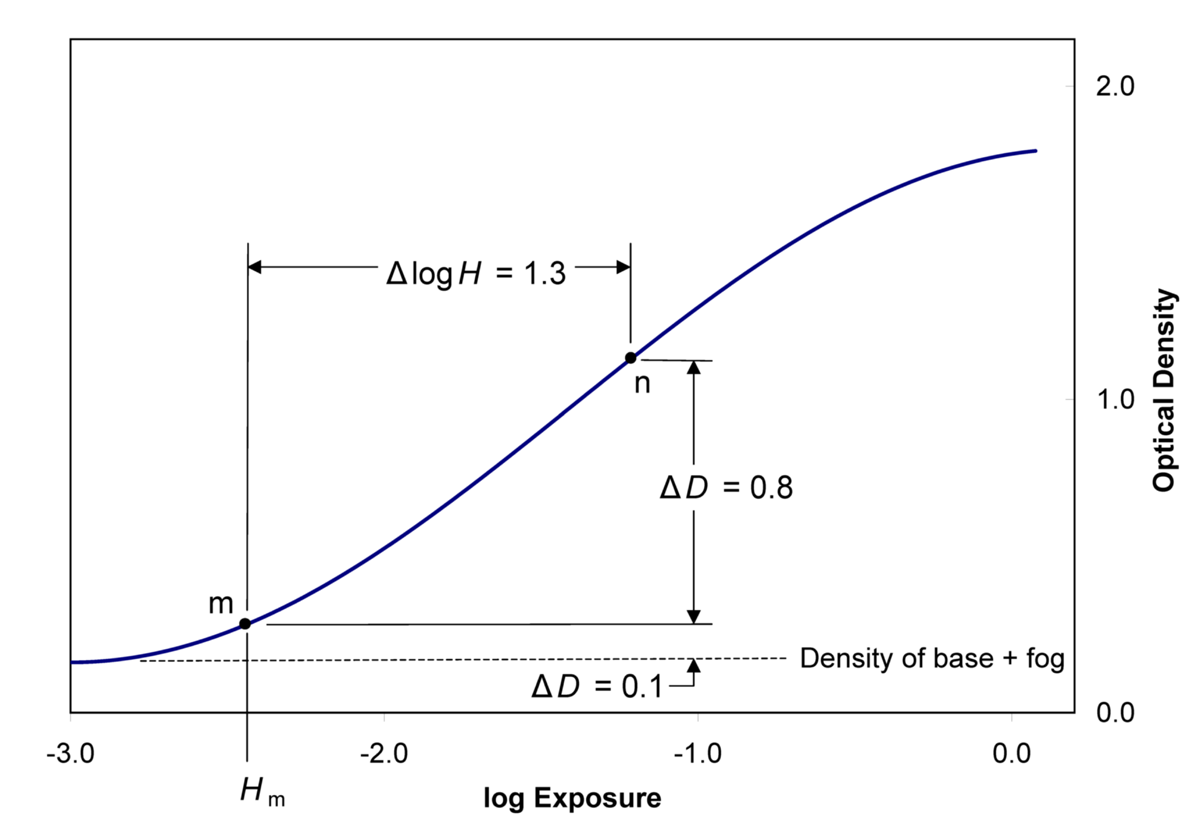
ایزو یا سرعت 6 .متد سال 1993 برای تعیین سرعت فیلم

معمولاً در این منحنی، پنج منطقه وجود دارد : فوگ خفگی، پاشنه، منطقه خط راست، شانه، و منطقه اُوراکسپوز.
تعیین سرعت برای نگاتیو رنگی در مفهوم مشابه اما بسیار پیچیده‌تر است، چون برای هر یک رنگ‌های آبی، سبز و قرمز، منحنی و محاسبه جداکانه‌ای وجود دارد.

## جدول مقایسه و تطبیق استانداردهای مختلف
| APEX Sv (۱۹۶۰–) | ISO (1974–) arith./log.° | Camera mfrs. (2009–) | ASA (1960–1987) arith. | DIN (1961–2002) log. | GOST (1951–1986) arith. | مثال با فیلم‌های موجود در بازار و سرعت عادی                                                                           |
| −۲              | ۰.۸/۰°                   |                      | ۰.۸                    | ۰                    |                         | |
|                 | ۱/۱°                     |                      | ۱                      | ۱                    | (۱)                     | |
|                 | ۱.۲/۲°                   |                      | ۱.۲                    | ۲                    | (۱)                     | |
| −۱              | ۱.۶/۳°                   |                      | ۱.۶                    | ۳                    | ۱.۴                     | |
|                 | ۲/۴°                     |                      | ۲                      | ۴                    | (۲)                     | |
|                 | ۲.۵/۵°                   |                      | ۲.۵                    | ۵                    | (۲)                     | |
| ۰               | ۳/۶°                     |                      | ۳                      | ۶                    | ۲.۸                     | |
|                 | ۴/۷°                     |                      | ۴                      | ۷                    | (۴)                     | |
|                 | ۵/۸°                     |                      | ۵                      | ۸                    | (۴)                     | |
| ۱               | ۶/۹°                     |                      | ۶                      | ۹                    | ۵.۵                     | original Kodachrome                                                                                                  |
|                 | ۸/۱۰°                    |                      | ۸                      | ۱۰                   | (۸)                     | Polaroid PolaBlue |
|                 | ۱۰/۱۱°                   |                      | ۱۰                     | ۱۱                   | (۸)                     | Kodachrome 8 mm film                                                                                                 |
| ۲               | ۱۲/۱۲°                   |                      | ۱۲                     | ۱۲                   | ۱۱                      | Gevacolor 8 mm reversal film, later Agfa Dia-Direct                                                                  |
|                 | ۱۶/۱۳°                   |                      | ۱۶                     | ۱۳                   | (۱۶)                    | Agfacolor 8 mm reversal film                                                                                         |
|                 | ۲۰/۱۴°                   |                      | ۲۰                     | ۱۴                   | (۱۶)                    | Adox CMS 20 |
| ۳               | ۲۵/۱۵°                   |                      | ۲۵                     | ۱۵                   | ۲۲                      | آگفاکالرهای قدیمی، کداکروم II و کداکروم‌های قبلی ۲۵، اِفکِ 25                                                           |
|                 | ۳۲/۱۶°                   |                      | ۳۲                     | ۱۶                   | (۳۲)                    | Kodak Panatomic-X |
|                 | ۴۰/۱۷°                   |                      | ۴۰                     | ۱۷                   | (۳۲)                    | کداکروم 40 (movie)                                                                                                   |
| ۴               | ۵۰/۱۸°                   |                      | ۵۰                     | ۱۸                   | ۴۵                      | Fuji RVP (Velvia), Ilford Pan F Plus, Kodak Vision2 50D 5201 (movie), AGFA CT18, Efke 50                             |
|                 | ۶۴/۱۹°                   |                      | ۶۴                     | ۱۹                   | (۶۵)                    | Kodachrome 64, Ektachrome-X                                                                                          |
|                 | ۸۰/۲۰°                   |                      | ۸۰                     | ۲۰                   | (۶۵)                    | Ilford Commercial Ortho                                                                                              |
| ۵               | ۱۰۰/۲۱°                  |                      | ۱۰۰                    | ۲۱                   | ۹۰                      | Kodacolor Gold, Kodak T-Max (TMX), Provia, Efke 100                                                                  |
|                 | ۱۲۵/۲۲°                  |                      | ۱۲۵                    | ۲۲                   | (۱۳۰)                   | Ilford FP4+, Kodak Plus-X Pan                                                                                        |
|                 | ۱۶۰/۲۳°                  |                      | ۱۶۰                    | ۲۳                   | (۱۳۰)                   | Fujicolor Pro 160C/S, Kodak High-Speed Ektachrome, Kodak Portra 160NC and 160VC                                      |
| ۶               | ۲۰۰/۲۴°                  |                      | ۲۰۰                    | ۲۴                   | ۱۸۰                     | Fujicolor Superia 200, Agfa Scala 200x                                                                               |
|                 | ۲۵۰/۲۵°                  |                      | ۲۵۰                    | ۲۵                   | (۲۵۰)                   | Tasma Foto-250 |
|                 | ۳۲۰/۲۶°                  |                      | ۳۲۰                    | ۲۶                   | (۲۵۰)                   | Kodak Tri-X Pan Professional (TXP)                                                                                   |
| ۷               | ۴۰۰/۲۷°                  |                      | ۴۰۰                    | ۲۷                   | ۳۵۰                     | Kodak T-Max (TMY), Tri-X 400, Ilford HP5+, Fujifilm Superia X-tra 400                                                |
|                 | ۵۰۰/۲۸°                  |                      | ۵۰۰                    | ۲۸                   | (۵۰۰)                   | Kodak Vision3 500T 5219 (movie)                                                                                      |
|                 | ۶۴۰/۲۹°                  |                      | ۶۴۰                    | ۲۹                   | (۵۰۰)                   | Polaroid 600 |
| ۸               | ۸۰۰/۳۰°                  |                      | ۸۰۰                    | ۳۰                   | ۷۰۰                     | Fuji Pro 800Z |
|                 | ۱۰۰۰/۳۱°                 |                      | ۱۰۰۰                   | ۳۱                   | (۱۰۰۰)                  | Kodak P3200 TMAX, Ilford Delta 3200 (see Marketing anomalies below)                                                  |
|                 | ۱۲۵۰/۳۲°                 |                      | ۱۲۵۰                   | ۳۲                   | (۱۰۰۰)                  | Kodak Royal-X Panchromatic                                                                                           |
| ۹               | ۱۶۰۰/۳۳°                 |                      | ۱۶۰۰                   | ۳۳                   | ۱۴۰۰ (۱۴۴۰)             | Fujicolor 1600 |
|                 | ۲۰۰۰/۳۴°                 |                      | ۲۰۰۰                   | ۳۴                   | (۲۰۰۰)                  | |
|                 | ۲۵۰۰/۳۵°                 |                      | ۲۵۰۰                   | ۳۵                   | (۲۰۰۰)                  | |
| ۱۰              | ۳۲۰۰/۳۶°                 |                      | ۳۲۰۰                   | ۳۶                   | ۲۸۰۰ (۲۸۸۰)             | Konica 3200 |
|                 | ۴۰۰۰/۳۷°                 |                      |                        | ۳۷                   | (۴۰۰۰)                  | |
|                 | ۵۰۰۰/۳۸°                 |                      |                        | ۳۸                   | (۴۰۰۰)                  | |
| ۱۱              | ۶۴۰۰/۳۹°                 |                      | ۳۹                     | ۵۶۰۰                 |                         | |
|                 | ۸۰۰۰/۴۰°                 |                      |                        |                      |                         | |
|                 | ۱۰۰۰۰/۴۱°                |                      |                        |                      |                         | |
| ۱۲              | ۱۲۵۰۰/۴۲°                | ۱۲۸۰۰                |                        |                      |                         | تا قبل از ژوئیه ۲۰۱۱ دوربینی با قابلیت تنظیم برای این ایزو ساخته نشده بود.                                           |
|                 | ۱۶۰۰۰/۴۳°                |                      |                        |                      |                         | |
|                 | ۲۰۰۰۰/۴۴°                |                      |                        |                      |                         | |
| ۱۳              | ۲۵۰۰۰/۴۵°                | ۲۵۶۰۰                |                        |                      |                         | |
|                 | ۳۲۰۰۰/۴۶°                |                      |                        |                      |                         | |
|                 | ۴۰۰۰۰/۴۷°                |                      |                        |                      |                         | |
| ۱۴              | ۵۰۰۰۰/۴۸°                | ۵۱۲۰۰                |                        |                      |                         | |
|                 | ۶۴۰۰۰/۴۹°                |                      |                        |                      |                         | |
|                 | ۸۰۰۰۰/۵۰°                |                      |                        |                      |                         | |
| ۱۵              | ۱۰۰۰۰۰/۵۱°               | ۱۰۲۴۰۰               |                        | ۵۱                   |                         | اولین دوربین‌های تک لنزی بازتابی دیجیتال با قابلیت تنظیم برای این ایزو: نیکون دی۳اس and کانن ئی‌اواس-۱دی مارک ۴ (2009) |
|                 | ۱۲۵۰۰۰/۵۲°               |                      |                        |                      |                         | |
|                 | ۱۶۰۰۰۰/۵۳°               |                      |                        |                      |                         | |
| ۱۶              | ۲۰۰۰۰۰/۵۴°               | ۲۰۴۸۰۰               |                        |                      |                         | اولین دوربین تک لنزی بازتابی با قابلیت تنظیم برای این ایزو: کانن ئی‌اواس-۱دی ایکس (2011)                              |